# 間宮夏生
間宮 夏生（まみや なつき）は、日本のライトノベル作家。『月光』で第16回電撃小説大賞最終選考に残る。

## 作品リスト

### 単行本
- 月光（2010年9月 電撃文庫）
- 変愛サイケデリック（2011年4月 電撃文庫）
- 変愛サイケデリック 2（2011年8月 電撃文庫）
- ペルソナ×探偵NAOTO（2012年6月 電撃文庫）- 原作：ATLUS
- 推定未来 白きサイネリアの福音（2014年6月 メディアワークス文庫）
- 聖剣のソードラビリンス（2015年7月 電撃文庫）
- うさみみ少女はオレの嫁!?（2017年11月 電撃文庫）
- 法廷の王様 弁護士・霧島連次郎（2018年12月 メディアワークス文庫）

### 漫画原作
- ペルソナ×探偵NAOTO（「電撃マオウ」2013年2月号 - 2015年2月号）- 作画：土貴智志